# Size Records
Size Records (estilizado como S–ZE) es una compañía discográfica sueca fundada en 2003 por el DJ Steve Angello y con sede en Los Ángeles, California. Desde 2023, Astralwerks distribuye los lanzamientos del sello.

## Lanzamientos
- SIZE001: Steve Angello - Simplicity EP
- SIZE002: The Sinners - Sin EP. 1
- SIZE003: Steve Angello - "Strange Fruit EP
- SIZE004: Steve Angello - Twisted Sense EP
- SIZE005: The Sinners - Sin EP. 2
- SIZE005 TEST: The Sinners - Sin EP. 2
- SIZE006: Steve Angello - Voices
- SIZE007: Steve Angello - Toolbox EP
- SIZE008: Steve Angello - Euro
- SIZE009: Disco Construction - Can't Get Enough
- SIZE010: General Moders - Cross The Sky
- SIZE011: Who's Who? - What's What EP
- SIZE012: Steve Angello - Teasing Mr. Charlie / Straight
- SIZE013: Who's Who? - Sexy F**k
- SIZE014: Laidback Luke - Killing The Kitchen
- SIZE015: Innersphere aka Shinedoe - Phunk
- SIZE016: Steve Angello - Trix
- SIZE017: Steve Angello - Gypsy
- SIZE017: Who's Who - Klack
- SIZE018: Steve Angello - Gypsy
- SIZE018R: Steve Angello - Gypsy
- SIZE019: Sebastian Ingrosso & Laidback Luke - Chaa Chaa
- SIZE020: Who's Who? - Klack
- SIZE021: Rhythm Code - Scorpion / Where Is Neil?
- SIZE022: Funkagenda & Exacta - Mad Money
- SIZE023: Kim Fai - P.O.V
- SIZE024: Steve Angello - Isabel
- SIZE025: Rhythm Code - Invisible Line / Paranoid Cycle
- SIZE026: Flash Brothers - Palmito
- SIZE027: Steve Angello & AN21 - Flonko
- SIZE028: Paul Thomas & Myke Smith / Pirupa & Pigi - Summer Sampler
- SIZE029: Kim Fai - Good Life
- SIZE030: Juan Kidd & Mr. Pedros - Bang The Drum
- SIZE031: Marcus Schossow - Space / Tequlia
- SIZE032: Pirupa & Pigi - Rough 'N' Raw
- SIZE033: Paul Thomas & Myke Smith - Waterfall
- SIZE034: Steve Angello - Tivoli
- SIZE035: Steve Angello & AN21 - Valodja
- SIZE036: Steve Angello - Alpha Baguera
- SIZE037: Steve Angello - Monday
- SIZE038: Steve Angello - Monday (Christian Smith Remix)
- SIZE039: AN21 & Max Vangeli - Gama
- SIZE040: Afrojack - Pacha On Acid
- SIZE041: Christian Smith - Almaviva / Cinnamon
- SIZE042: Boris Rush - Beaches EP
- SIZE043: Paul Thomas, Sonny Wharton & Ant Brooks - Brass!
- SIZE044: Kim Fai - P.S / Kato
- SIZE045: Tim Berg, Norman Doray & Sebastien Drums - Tweet It
- SIZE046: Mateo DiMarr - Blower feat. Dashka / F This Club
- SIZE047: TV Rock - I Am Techno
- SIZE048: Sunnery James & Ryan Marciano - Snitch / Traffic Jam
- SIZE049: Third Party - Release
- SIZE051: Pete Tong & Dave Spoon - Muchness
- SIZE052: Steve Angello - KNAS
- SIZE053: Kris Menace - Masquerade EP
- SIZE054: Steve Angello - Rave N Roll
- SIZE055: Harry Romero, Junior Sanchez & Alexander Technique feat. Shawnee Taylor - Where You Are
- SIZE056: The Machine - Sundance/Movimiento
- SIZE057: Thomas Gold - AGORa
- SIZE059: Moguai - We Want Your Soul
- SIZE060: Ridney - Arrivals
- SIZE061: Kris Menace - Phoenix / Triangle
- SIZE062: Sunnery James & Ryan Marciano - Snitch / Traffic Jam
- SIZE063: Koen Groeneveld - Slides EP
- SIZE064: Dave Spoon & TV Rock - FIVEg
- SIZE065: Black Raw - Eargasm
- SIZE066: Tom Flynn - Bianca
- SIZE067: Carl Louis & Martin Danielle - Little EP
- SIZE068: Tim Mason - The Moment
- SIZE069: Kim Fai - Era / Supernova
- SIZE070: Junior Sanchez feat. Karmen - I Believe In
- SIZE070B: Junior Sanchez feat. Karmen - I Believe In (Remixes)
- SIZE071: David Tort - Jack It Up
- SIZE072: Firebeatz - Where Brooklyn At? / Wise Up
- SIZE074: Nari & Milani - Kendo
- SIZE077: Third Party - Duel
- SIZE078: Swanky Tunes & Hard Rock Sofa - Smolengrad / United
- SIZE080: Dimitri Vegas & Like Mike - Generation X
- SIZE081: Matteo DiMarr - Creep
- SIZE083: Third Party vs. Cicada - Feel
- SIZE085: Junior Sanchez feat. CeCe Peniston - Without You
- SIZE086: Qulinez - Troll
- SIZE086B: Qulinez - Troll (Sick Individuals Remix)
- SIZE087: Nari & Milani - Atom
- SIZE088: AN21 & Max Vangeli vs. Steve Angello - H8RS
- SIZE089: AN21 & Max Vangeli vs. Tiësto feat. Lover Lover - People Of The Night
- SIZE090: Eddie Thoneick & Norman Doray - Celsius
- SIZE091: AN21 & Max Vangeli feat. Julie McKnight - Bombs Over Capitals
- SIZE092: Steve Angello - Yeah
- SIZE093: Steve Angello & Third Party - Lights
- SIZE094: Qulinez - Bamf & Dynamic
- SIZE096: Arno Cost - Head Up
- SIZE097: Tim Mason - Swoon
- SIZE098: GTA, Henrix & Digital Lab - Hit It!
- SIZE099: Moguai - Champs
- SIZE100: Steve Angello vs. Matisse & Sadko - SLVR
- SIZE101: Tommy Trash - Monkey In Love
- SIZE102: Sebjak & Marcus Schossow - Liceu
- SIZE103: Ivan Gough vs. Stevie Mink & Steve Bleas - Boom!
- SIZE104: AN21 & Max Vangeli - Glow (Promise Land vs. AN21 & Max Vangeli Remix)
- SIZE109: Norman Doray - TroubleMaker
- SIZE110: Wayne & Woods vs. Henrix - Jumangee
- SIZE111: Hard Rock Sofa & Skidka - Let Me Hear You Scream
- SIZE111: Hard Rock Sofa, Skidka, BazzyBoyz - Let Me Hear You Scream
- SIZE113: Depeche Mode - Soothe My Soul (Steve Angello vs. Jacques Lu Cont Remix)
- SIZE115: Ivan Gough & Jebu - Kutaku
- SIZE116: Nicky Romero & Sunnery James & Ryan Marciano ft. Fast Eddie - S.O.T.U.
- SIZE117: Promise Land - Bad DJ
- SIZE118: Arno Cost & Greg Cerrone - Nightventure
- SIZE119: AN21 & Max Vangeli vs. Tiësto feat. Lover Lover - People Of The Night (Dimitri Vangelis & Wyman Remix)
- SIZE120: Marcus Schössow, Mike Hawkins, Pablo Oliveros - Ulysses
- SIZE121: AN21, Dimitri Vangelis & Wyman - Rebel
- SIZE122: Max Vangeli & Danny Ray - Grim
- SIZE123: Ivan Gough & Jebu - Noxu
- SIZE124: Max Vangeli - Last Night Changed It Al
- SIZE125: Merk & Kremont - Amen
- SIZE126: Dimitri Vangelis & Wyman X Steve Angello - Payback
- SIZE127: CID & Mednas - iLL Behavior
- SIZE128: Third Party - Everyday Of My Life
- SIZE129: Junior Sanchez, Sultan & Ned Shepard - Deeper Love
- SIZE130: Steve Angello vs. AN21 & Sebjak - Gods
- SIZE131: Eddie Thoneick & Abel Ramos feat. James Walsh - Love Will Never Let You Down
- SIZE131B: Eddie Thoneick & Abel Ramos feat. James Walsh - Love Will Never Let You Down (Michael Brun Remix)
- SIZE132: David Tort & David Gausa - Dizzy
- SIZE133: Tom Staar & Ansolo - Totem
- SIZE134: Arno Cost & Norman Doray - Strong
- SIZE135: Junior Sanchez vs. Bad Suns - Salt
- SIZE136: Zoo Brazil - Save Us
- SIZE137: Hunter Siegel vs. Todd Terry - School Renegade / Time To Blackout
- SIZE138: Dimitri Vangelis & Wyman - ID2
- SIZE139: Still Young - Midnight
- SIZE140: Steve Angello feat. Dougy - Wasted Love
- SIZE141: Max Vangeli & Adrien Mezsi - DNCE
- SIZE142: Kryder & Tom Staar - Jericho
- SIZE143: Arno Cost & Norman Doray - Strong (Ansolo Remix)
- SIZE144: Steve Angello ft. Dougy from The Temper Trap - Wasted Love Remixes
- SIZE145: AN21 & Max Vangeli - Tonight
- SIZE146: Don Diablo - Generations
- SIZE147: Matisse & Sadko - Persia
- SIZE148: Max Vangeli - You & Me
- SIZE149: Starkillers & Dmitry KO - Sriracha
- SIZE150: An21 & Sebjak - Everything
- SIZE151: Promise Land - Why I Still Love You
- SIZE152: Chocolate Puma & Tommie Sunshine - Chicago Disco
- SIZE153: Dimitri Vangelis & Wyman - Zonk
- SIZE154: CID - She Wants The D
- SIZE155: Shaun Frank - Time
- SIZE156: Steve Angello feat. Mako - Children Of The Wild
- SIZE156B: Steve Angello feat. Mako - Children Of The Wild (Simon Alex Remix)
- SIZE157: Chris Avantgarde - Freedom
- SIZE158: twoloud, Mojjjo X Mind'CD - Objectif
- SIZE159: Madame X - Livin' Free
- SIZE160: Kryder & Dave Winnel - Apache
- SIZE161: Third Party - Nation EP
- SIZE162: Michael Brun & Still Young - Check This Out
- SIZE163: AN21 & Matt Nash - Louder
- SIZE164: Adam Rickfors - Aeronomy EP
- SIZE165: Still Young, Simon De Jano & Madwill - Temptation
- SIZE166: Marcus Schössow & Dave Winnel - CNTRL
- SIZED004: Steve Angello - Wild Youth
- SIZE167: Still Young - Finally EP
- SIZE168: Magic Sword - Legend EP
- SIZE169: That Matters Vs Jenia X Mr.Styles - IWI
- Size Matters: Mixed by Steve Angello & AN21
- SIZE194B: Adrien Rux, Kuaigon, Bedmar, David Tuck - Set Me Free

## Artistas notables
- Steve Angello
- Tim Mason
- Max Vangeli
- Third Party
- Qulinez
- Sebastian Ingrosso
- Tiësto
- Afrojack
- Laidback Luke
- Don Diablo
- Dimitri Vangelis & Wyman
- Moguai
- Thomas Gold
- AN21
- Avicii
- Marcus Schossow
- Chocolate Puma
- Michael Brun
- Sebjak
- Matisse & Sadko
- Tom Staar
- Kryder
- Still Young
- Abel Ramos
- Erick Morillo
- Arno Cost
- Hard Rock Sofa
- Sunnery James & Ryan Marciano
- Starkillers
- Adrien Rux
- David Tort
- Merk & Kremont
- twoloud
- Paul Thomas